# Karl Neumer

Karl Neumer (1908)

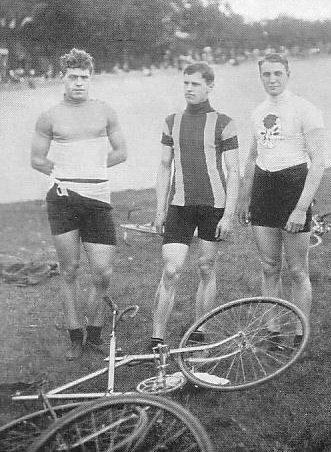
Neumer (M.) mit seinen Kontrahenten Maurice Schilles (l.) und dem späteren Weltmeister William Bailey vor dem Start zum WM-Rennen in Kopenhagen 1909

Karl Neumer (* 23. Februar 1887  in Rosenthal; † 16. Mai 1984 in Pirna) war ein deutscher Radrennfahrer.
Karl Neumer wurde als Sohn eines Gutsbesitzers geboren und lernte den Beruf eines Kaufmanns. Durch seinen Onkel, den zweimaligen Meisterfahrer von Sachsen Josef Burger, kam er zum Bahnradsport. Seine erste Platzierung war 1904 als Zweiter bei der Meisterschaft von Sachsen. Er startete für den Verein „RV Wanderlust 1888 Dresden“.
1905 trat Neumer zu den Profis über, hatte jedoch im Dezember einen Unfall mit einer Straßenbahn und musste anschließend im Radsport pausieren. 1907 ging er wieder als Amateur an den Start und gewann die Deutsche Meisterschaft über 1000 m. Zweimal gewann er den Kaiser-Preis, eines der renommiertesten Rennen der damaligen Zeit.
1908 startete Neumer bei den Olympischen Spielen, errang Silber mit der Mannschaft in der Verfolgung und Bronze im Rennen über 660 Yards. Im Jahr darauf wurde er zweifacher Deutscher Meister. 1909 sowie 1910 wurde Karl Neumer Vize-Weltmeister im Sprint über 2000 m. Beim Finale 1909 wurde er, in Führung liegend, vom Franzosen Maurice Schilles am Arm festgehalten, so dass ihn William Bailey überspurten konnte. Ein Protest Neumers blieb ohne Erfolg.
Nach Beendigung seiner Radsportkarriere eröffnete Karl Neumer ein Gemüsegeschäft in Dresden. Dort wurde er im Februar 1945 ausgebombt und zog nach Reinhardtsgrimma. Er starb als damals ältester Olympiamedaillengewinner mit 97 Jahren. Neumer fuhr bis ins hohe Alter weiterhin Rad.
Im Rahmen der 800-Jahr-Feier von Reinhardtsgrimma wurde im Jahr 2006 die Karl-Neumer-Gedächtnistour veranstaltet. Das Bahnrad, auf dem Neumer 1908 bei den Olympischen Spielen fuhr, befindet sich in der Sammlung des Sportmuseums Leipzig.

## Trivia
Neumer gab in einem Interview anlässlich seines 95. Geburtstages an, in seinem Leben weder geraucht oder Alkohol getrunken zu haben.